# Petitcollin

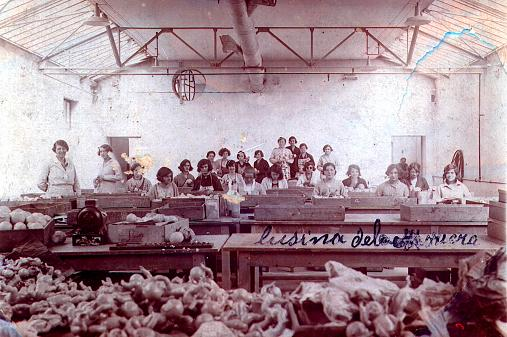
Damaliger Betrieb

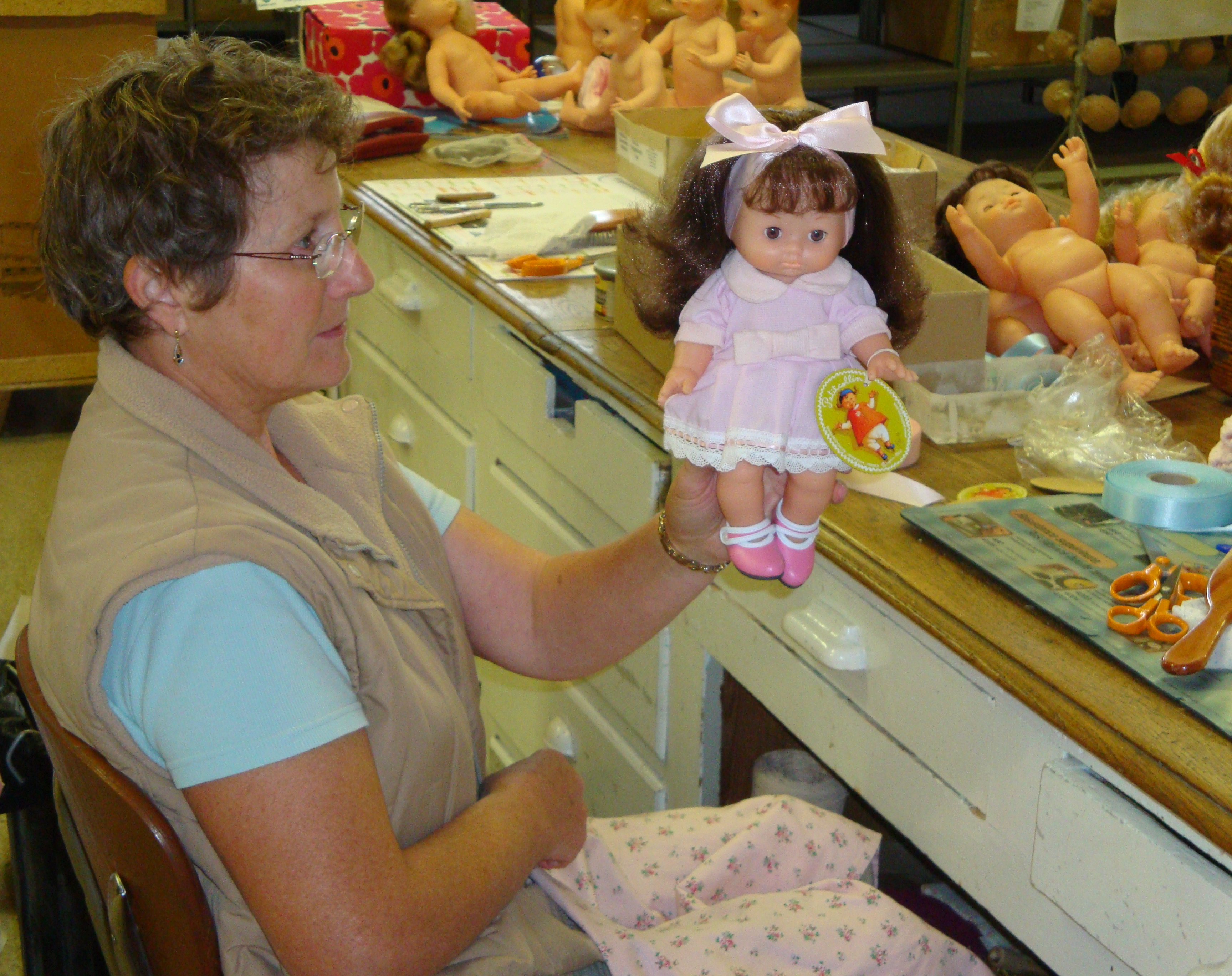
Puppen von Petitcollin

Petitcollin ist die Spielzeugmarke der französischen Firma "Toys Petitcollin".
Das Unternehmen mit Sitz in Étain, Département Meuse, ist das letzte französische Unternehmen, welches noch heute traditionelle Puppen, Babypuppen und Schwimmer (eine wasserfeste Puppe) herstellt. Sogar die Plastikausführung des Schwimmers Petit Colin, mit dessen Produktion um 1924–26 begonnen wurde, wird heute noch fabriziert. Petitcollin ist die älteste und zugleich letzte französische Puppenfabrik, die in Frankreich noch in Betrieb ist. Als solche hat das Unternehmen im Jahr 2007 auch das Label "company by the Living Heritage" erhalten.

## Geschichte
Ende des 19. Jahrhunderts wurde Nicolas Petitcollin auf Zellhorn aufmerksam und entwickelte ein stärkeres Interesse für dieses Material. Im Jahre 1901 wurde dann der Markenname "Adlerkopf" angemeldet. Der Adlerkopf wurde zum Symbol des "Maison Petitcollin" (frz. das Zuhause von Petitcollin), was sich bis in die heutige Zeit hinein gehalten hat. Auch an der Pariser Börse ist das Unternehmen seit dem 12. November 1906 notiert. Da keinerlei überlieferte Dokumente existieren wird spekuliert, dass es sich bei den ersten Spielzeugen der Firma Petitcollin um Bälle und Rasseln gehandelt hat. Mit der Produktion von Puppen wurde dem Anschein nach erst im Jahre 1912 begonnen. Die Fabrik in Étain wurde während des Ersten Weltkrieges vollständig zerstört. In der Zwischenkriegszeit war das Unternehmen Petitcollin auf dem Weg, führender französischer Spielzeughersteller zu werden.
Um 1924/26 brachte das Unternehmen den Schwimmer "Petit Colin" auf den Markt, eine Puppe, die mit ins Wasser genommen werden kann. Das Unternehmen entschied sich dazu, die Fabrik in Étain auf die Herstellung von Produkten aus Harz zu spezialisieren. Mit der Entdeckung des Polyesterharzes wurde im Jahr 1961 durch Petitcollin als erste französische Firma die Produktion von Schutzhelmen aufgenommen.
In den frühen 1980er Jahren stellte der Unternehmensgründer Nicolas Petitcollin noch Haarkämme aus Horn her, und zwar in Étain im Département Meuse. Ihren Sitz nach Paris hat die Firma erst im Jahre 1984 verlegt.
Das Unternehmen wurde im Jahr 1995 von der Firma Vilac gekauft und tritt seither unter dem Namen SARL "Toys Petitcollin" (frz. Spielzeuge Petitcollin) auf. Hervé Halgand und Yvan Lacroix haben die Leitung des Unternehmens übernommen.
Seit 1998  veranstaltet  die Fabrik Petitcollin öffentliche Führungen für Kinder und Erwachsene. Auf diese Weise wird das langjährige Wissen der Firma weitergegeben sowie die weit zurück reichende Geschichte anschaulich dargestellt. Ein Museum, in dem Produkte der Firma gezeigt und ihre Geschichte dargestellt wird, wurde im September 2009 eröffnet.
Am 19. Oktober 2009 hat die französische Post eine Puppen-Briefmarken-Kollektion herausgegeben, darunter eine Briefmarke, auf der ein Schwimmer abgebildet ist.